# 博物館規劃區
博物館規劃區，是新加坡中區的一個規劃區，接連烏節路與市中心。區內有10個國家古蹟，包括：亚米尼亚教堂、善牧主教座堂、國泰大廈、中央消防局、陈旭年宅第、麦唐纳大厦、舊道南學校（現為土生文化馆）、新加坡國家博物院、舊禧街警察局和新加坡美术馆（前圣约瑟书院）。